# تفصیل
تفصیل، مبسوط یا پرداختن به جزئیات (به انگلیسی: Elaboration) (از لاتین ex- "out" + laborare "to labor") عمل افزودن اطلاعات بیشتر به اطلاعات موجود برای ایجاد یک کل پیچیده‌تر و نوظهور است. تفصیل نوع اجرای توسعه است: ایجاد روابط ساختاری جدید، کنار هم قرار دادن و ترسیم. می‌توان آن را به عنوان افزودن جزئیات یا "گسترش" یک ایده تعریف کرد. این شامل توسعه یک ایده با ترکیب جزئیات برای تقویت ایده ساده اصلی است. تفصیل با ارائه جزئیات و دقیق، ایده‌ها و اشیاء را تقویت می‌کند. تفصیل ممکن است شامل برنامه‌ریزی یا اجرای یک کار با توجه جدی به بخش‌ها یا جزئیات متعدد باشد.
در قانون، قبض جزئیات عبارت است از تفصیل ادعاها، نظریه‌های حقوقی و حقایق مندرج در دادخواست دیگری مانند شکایت، پاسخ یا پاسخ.
در ریاضیات، تکرار عبارت است از تفصیل یک تابع.